# Makowiska (powiat jasielski)
Makowiska – wieś w Polsce położona w województwie podkarpackim, w powiecie jasielskim, w gminie Nowy Żmigród.
| SIMC    | Nazwa   | Rodzaj    |
| ------- | ------- | --------- |
| 0357185 | Półanki | część wsi |

W latach 1975–1998 miejscowość administracyjnie należała do województwa krośnieńskiego.
W Makowiskach znajduje się kapliczka św. Jana Nepomucena i pomnik ku czci rozstrzelanych żołnierzy AK.
Wieś należy do rzymskokatolickiej parafii pw. Narodzenia NMP w Kobylanach w dekanacie Dukla, archidiecezji przemyskiej.

## Historia
Makowiska po raz pierwszy wymieniane są w dokumencie wydanym w dniu 17 sierpnia 1366 roku przez Kazimierza Wielkiego. Wystawiony we Włodzimierzu dokument zatwierdzał podział majątku kanclerza Suchywilka i darowanie części majątku bratankom.
W 1408 r. Domarad z Kobylan, poręczając za brata Jakusza, sprzedał Makowiska wraz z inną pobliską wsią Draganowa za 300 grzywien Wiernkowi z Grabania. W 1412 roku Wiernek z Grabania wyznacza żonie Małgorzacie 300 grzywien wiana na wsiach Makowiska i Draganowa. W 1414 roku tenże Wiernek z Grabania wyznacza synowi Wiernkowi jako jego część podziału trzecią część wsi Makowiska i Draganowa. Wiernek syn Wiernka z Gabania sprzedaje za 700 grzywien groszy praskich (nie podano komu) trzecią część we wsiach Makowiska i Draganowa. W 1419 roku Zbychna wdowa po Wiernku z Grabania zeznaje, że nie będzie niepokoić synów Wiernka, czyli braci przyrodnich: Wiernka, Stanisława Łaszka, Bernarda i Piotra o dziedzictwo: Stroni, Makowisk, Draganowej i Woli (Chirwatowej dziś Wolicy).
W 1467 r. Jan Kobyleński został pozwany przez Mikołaja i Katarzynę Stadnickich oraz Jana i Krzesława Wojszyków, rodzeństwo przyrodnie niepodzielone, dziedziców Żmigrodu o to, że nie chce z nimi dokonać rozgraniczenia i usypania kopców między ich posiadłościami: Siedliskami, Lisią Górą (dziś Łysa Góra) a należącymi do niego: Makowiskami, Leszczyną, Draganową i Głoścami (dziś Głojsce).
W 1530 roku wyrokiem sądu królewskiego Jan Kobyleński (Kobylański, Kobyliński) herbu Grzymała, kasztelan rospierski i jego syn Mikołaj winni dać Dorocie z Tarnowa w powiecie pilzneńskim żonie Jana Tarły ze Szczekarzowic powiat sandomierski, wwiązanie w połowę Kobylan, Draganowej i Głośców oraz w całe wsie Makowiska, Łęki, i Sulistrową.

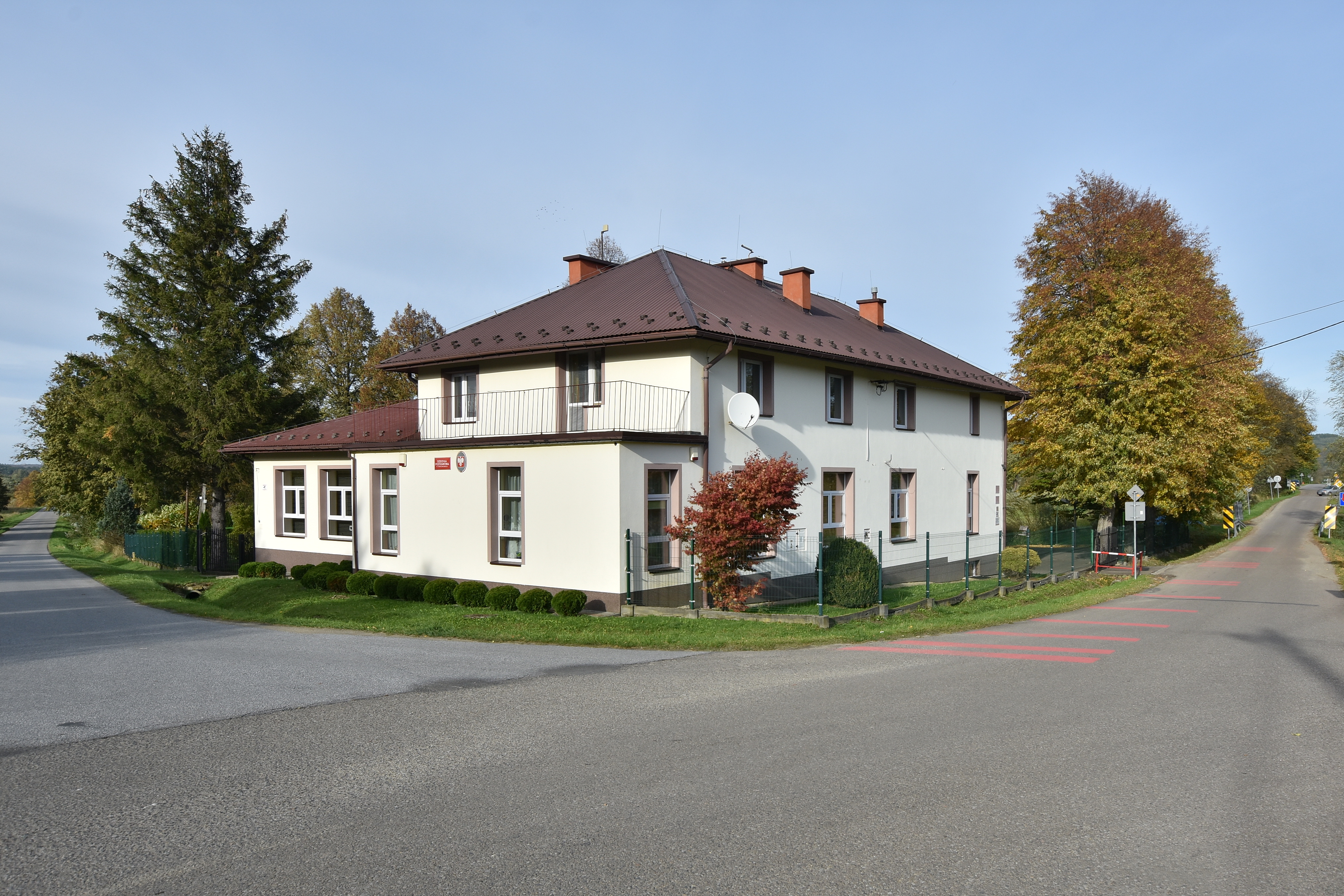
Szkoła
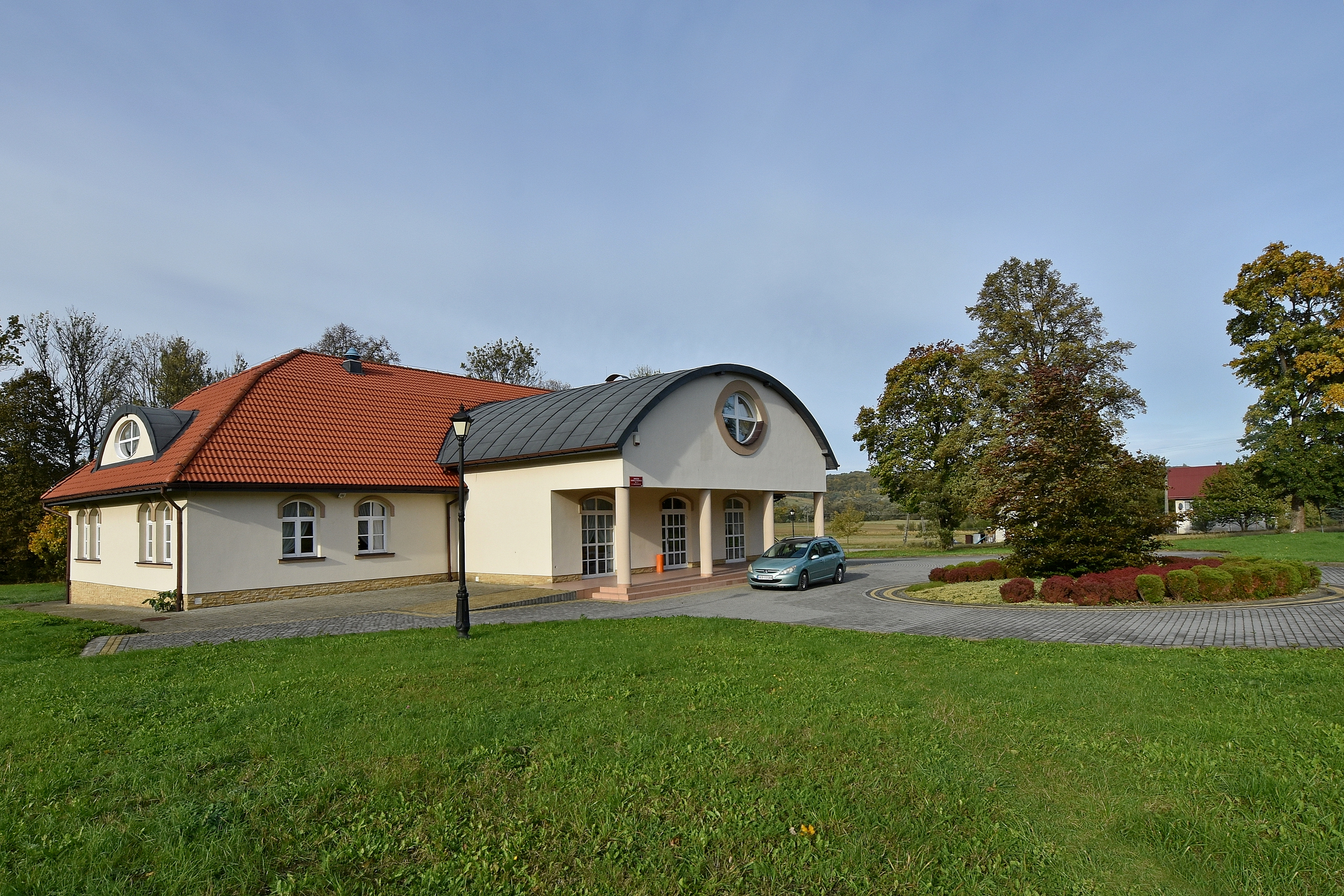
Dom ludowy
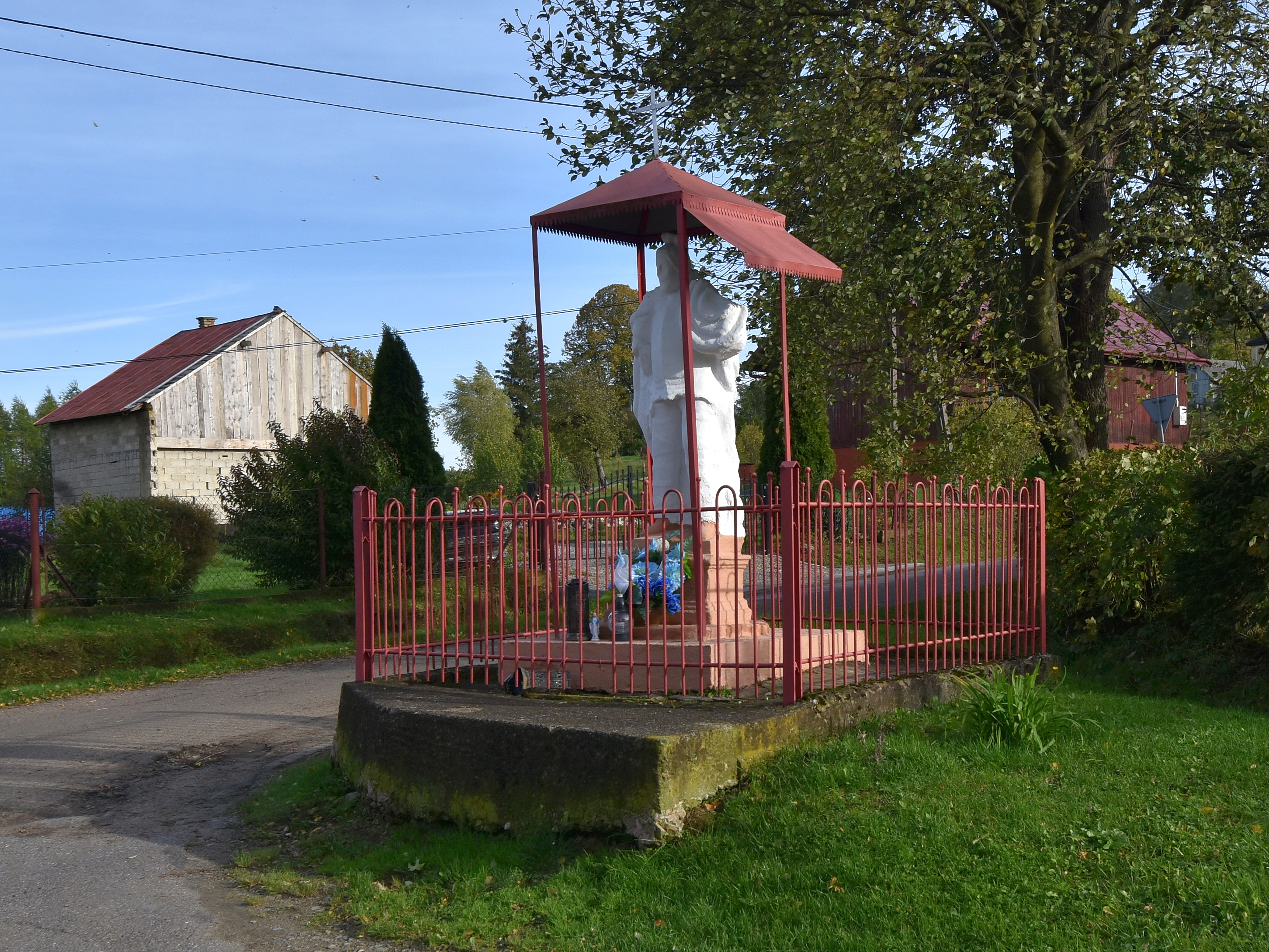
Kapliczka